# Almindelig kantlyng
Almindelig Kantlyng (Cassiope tetragona), også kaldet Kantlyng, er en 10-30 cm høj dværgbusk, der f.eks. i Grønland kan danne udstrakte heder. Planten er duftende. Kantlyng findes ikke i Danmark.

## Beskrivelse
Kantlyng er en stedsegrøn, stærkt forgrenet dværgbusk med en fladedækkende vækst. Planterne har en karakteristisk firkantet stængel, der forgrener sig kraftigt fra den nederste del. På grenene sidder de skælformede, spredtstillede og helrandede blade. Da bladene sidder meget kompakt og ustilket op at stænglen, understreges det firkantede udseende.
Blomstringen sker i juli-august, hvor de hængende og hvide, klokkeformede blomster sidder enkeltvis på korte, spinkle stilke fra bladhjørnerne yderst på skuddet. Frugterne er små oprette kapsler.
Rodnettet er vidt udbredt, men meget spinkelt. Arten er afhængig af samliv med en eller flere svampearter (mykorrhiza).
Højde x bredde og årlig tilvækst: 0,20 x 1,00 m (5 x 5 cm/år).

## Udbredelse
Kantlyng er vidt udbredt i Nordnorge og højarktiske områder, hvor den danner udstrakte heder. Den når i Grønland mod syd til henholdsvis Godthåbsfjorden og Tasiilaq, men findes i det sydlige udbredelsesområde kun i højfjeldet eller i kølige skyggeområder.
Kantlyng er ikke vurdet på IUCN's rødliste.

## Habitat
Arten er afhængig af et middellangt snedække som beskyttelse mod udtørring, og den foretrækker sur og fugtig, men veldrænet og jord. Det er sjældent at finde den i egentlige plantesamfund, men den kan optræde i mosaik.
Ved bredden af Torneträsk findes den sammen med bl.a. Rypelyng, Dværg-Birk, Mose-Post, Net-Pil, Stararter, Tue-Kæruld, Tyttebær, laver og mosser.

## Anvendelser
Planten har i Grønland haft betydning som brændsel[kilde mangler].
| Portal | Portal:Botanik |